# 双壠駅
双壠駅（そろうえき）は、中華人民共和国江蘇省南京市浦口区林河路の北側にある、南京地下鉄S3号線の駅である。

## 駅名
駅名については、事業着手当初は南京地下鉄集団は「林東駅」、「歩月路駅」の仮称を用いており、2014年12月31日に「双壠駅」を駅名として第一次公示され、2015年1月23日に駅名が「双壠駅」に決定したことが発表された。

## 歴史
- 2017年12月6日S3号線の駅として開業。

## 駅構造
島式ホーム1面2線の地上2層構造の駅である。

### のりば
| 番線 | 路線             | 方面                                  | 行先        |
| ---- | ---------------- | ------------------------------------- | ----------- |
|      | 南京地下鉄S3号線 | 南京南駅・石楊路・東郊小鎮・東流 方面 | 仙林 行き   |
|      | 南京地下鉄S3号線 | 石磧河・橋林新城・林山 方面           | 西梁山 行き |

### 改札・出入口
- 1号出入口：

## 駅周辺
- 新村
- 汪家洲

## 隣の駅
南京地下鉄
■S3号線
蘭花塘駅- 双壠駅 - 石磧河駅